# Markgraf von Almazán

Spanische Markgrafenkrone

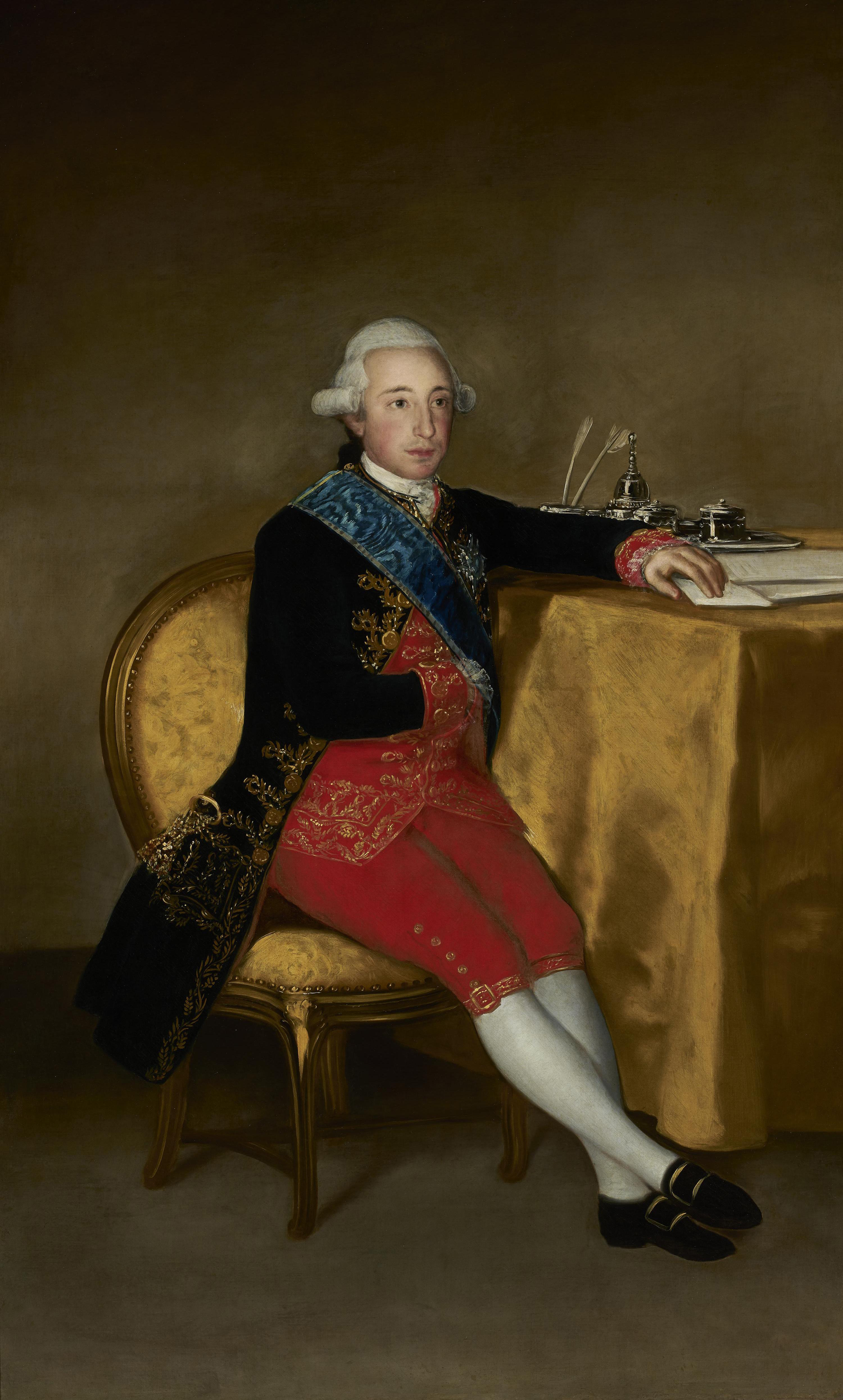
Vicente Joaquín Osorio de Moscoso y Guzmán, 10. Markgraf von Almazán, Francisco de Goya (1787), Banco de España

Wappen der Gemeinde Almazán

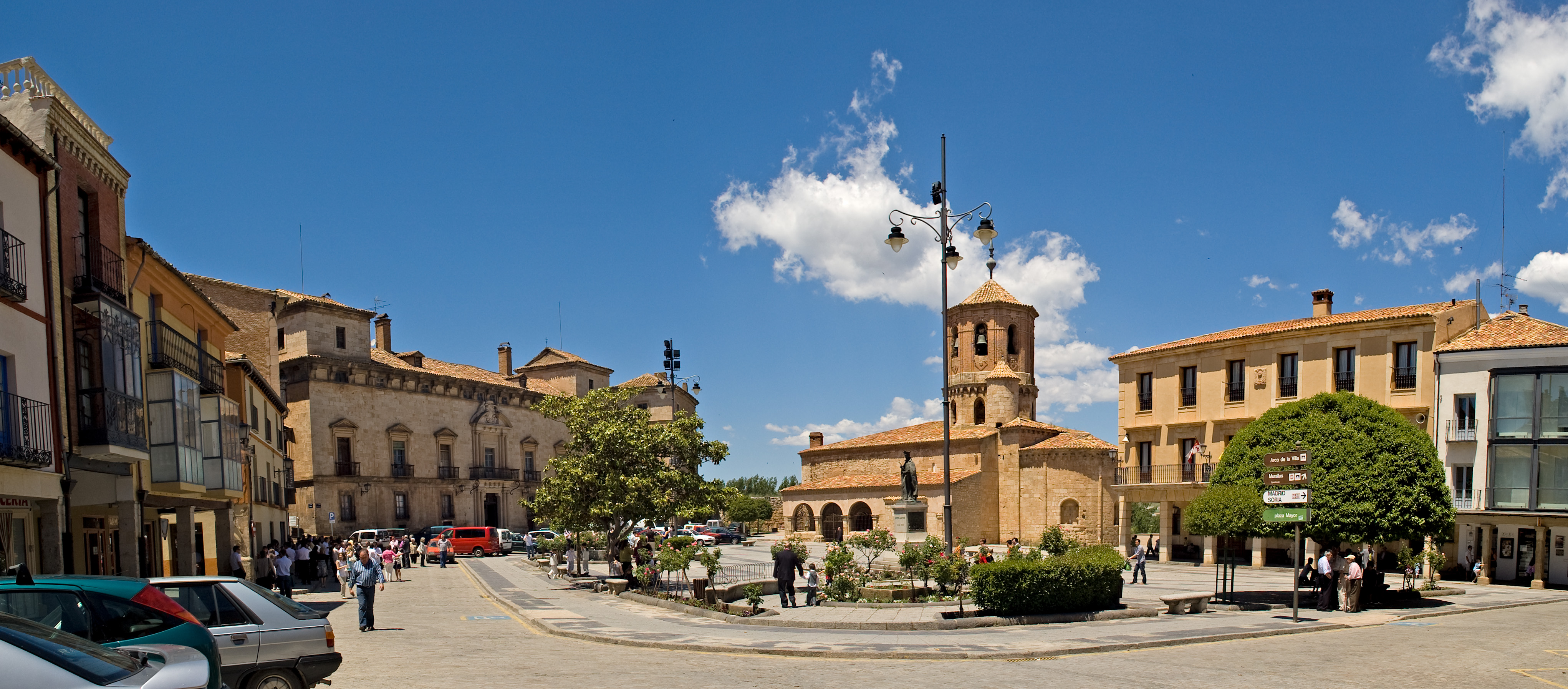
Plaza Principal von Almazán

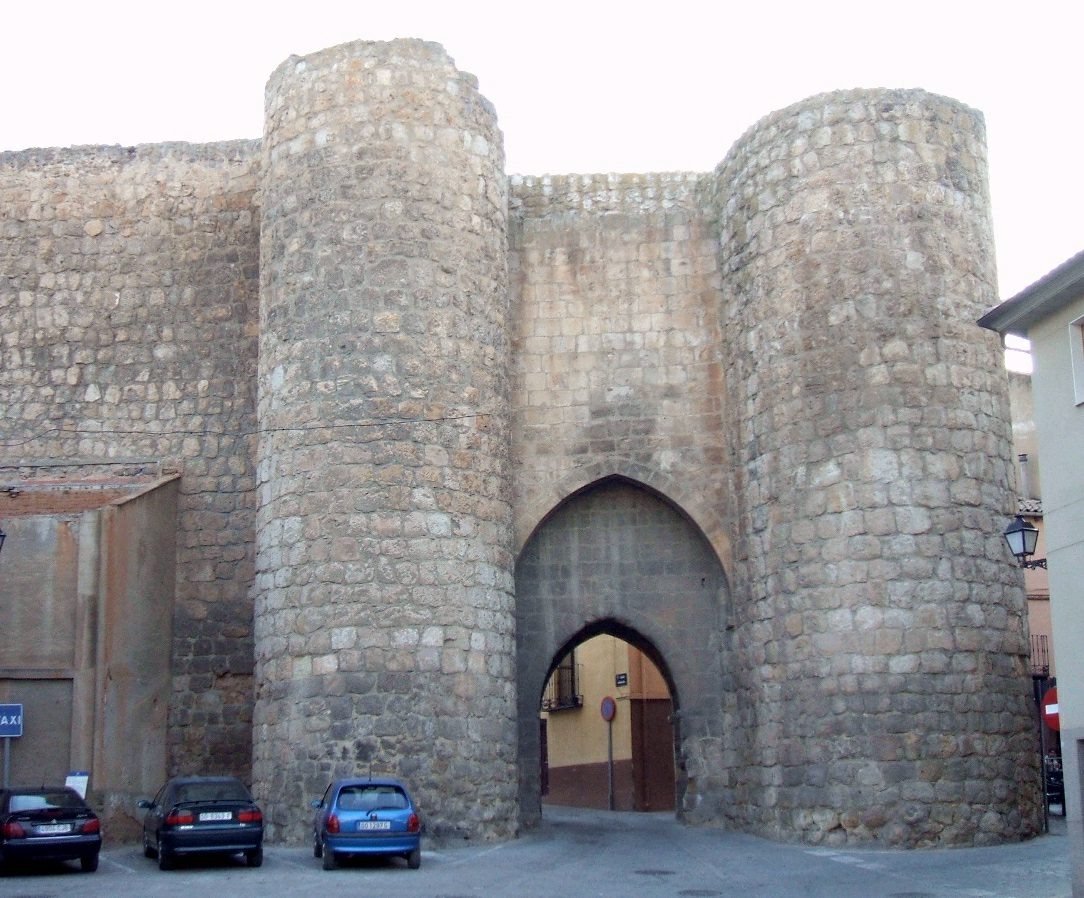
Puerta de Herreros (Patz der Schmied)

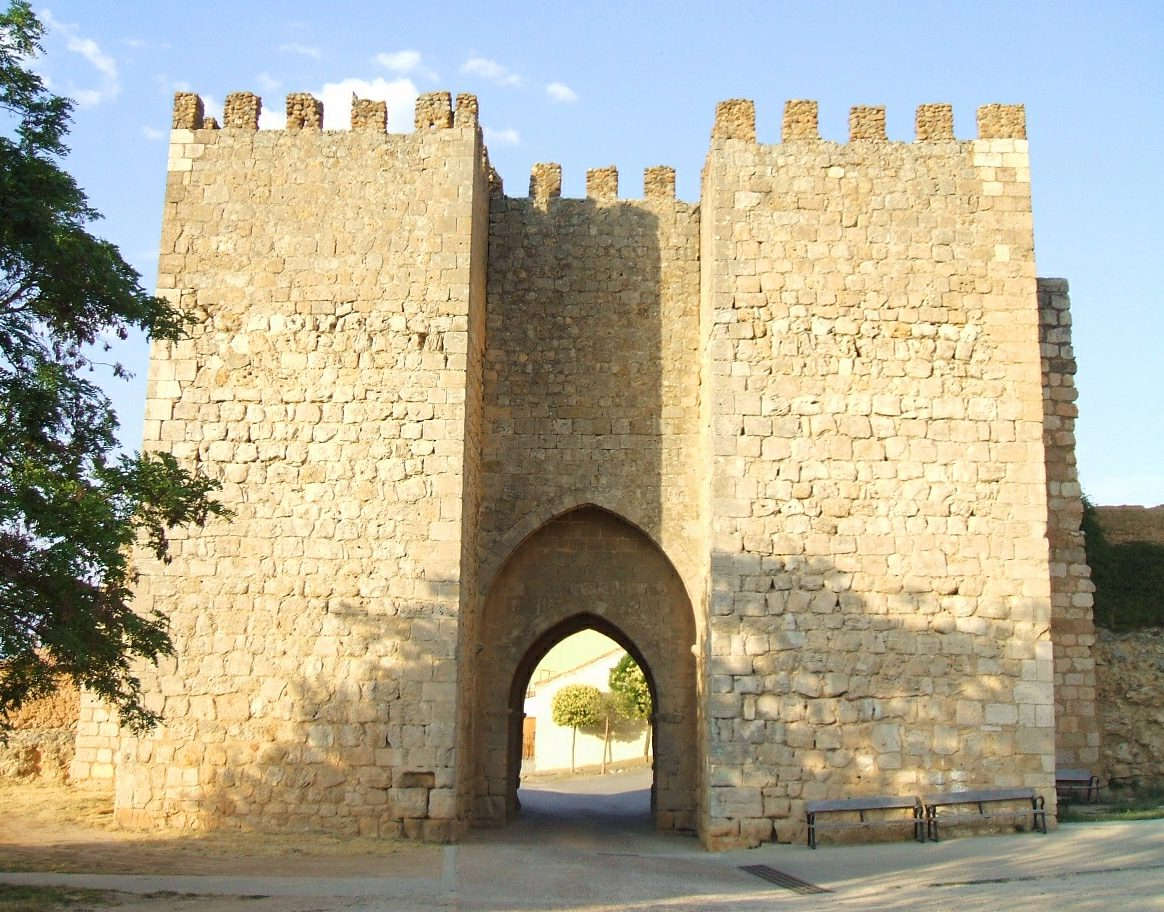
Puerta del mercado (Makttor)

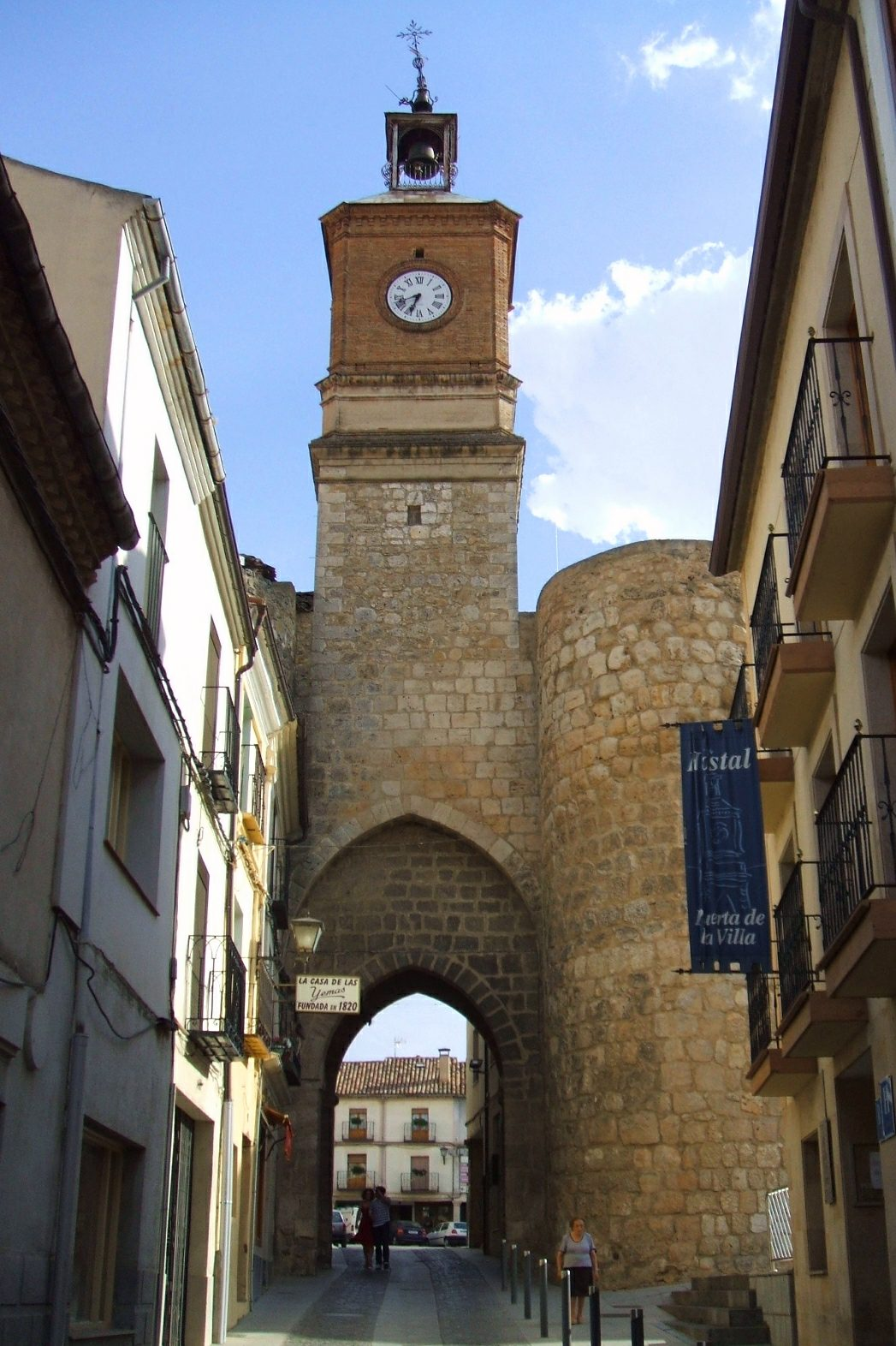
Puerta de la Villa (Stadttor)

Die Markgrafschaft von Almazán wurde als spanischer Adelstitel 1576 von König Philipp II. von Spanien für Francisco Hurtado de Mendoza y Fajardo, Graf von Monteagudo  geschaffen. Der Titel Markgraf von Almazán, darf nicht mit den Titeln Herzog von Almazán oder den Herren von Almazán verwechselt werden, sondern besteht als eigenständiger Titel neben diesen.
Die Namensgebung des Titels bezieht sich auf die Gemeinde Almazán in der Provinz Soria der Autonomen Gemeinschaft Kastilien-León in Spanien. Die Gemeinde Almazán ist auch Sitz des gleichnamigen Gerichtsbezirks.

## Markgrafen von Almazán
|                                             | Titelträger                                                 | von bis                                     |
| Errichtet von König Philipp II. von Spanien | Errichtet von König Philipp II. von Spanien                 | Errichtet von König Philipp II. von Spanien |
| ------------------------------------------- | ----------------------------------------------------------- | ------------------------------------------- |
| I                                           | Francisco Hurtado de Mendoza y Fajardo                      | 1576-                                       |
| II                                          | Francisco Hurtado de Mendoza y Cárdenas                     | ? -1615                                     |
| III                                         | Antónia de Mendoza Portocarrero                             | 1615- ?                                     |
| IV                                          | Lope Hurtado de Mendoza y Osorio de Moscoso                 |                                             |
| V                                           | Gaspar de Mendoza y Moscoso                                 | ? -1664                                     |
| VI                                          | Luis María de Moscoso Osorio y Messía de Guzmán             | 1664–1698                                   |
| VII                                         | Antonio Gaspar de Moscoso y Osorio Benavides                | 1698–1725                                   |
| VIII                                        | Ventura Osorio de Moscoso y Guzmán Davila y Aragón          | 1725–1746                                   |
| IX                                          | Ventura Osorio de Moscoso y Fernández de Córdoba            | 1746–1776                                   |
| X                                           | Vicente Joaquín Osorio de Moscoso y Guzmán                  | 1776–1816                                   |
| XI                                          | Vicente Ferrer Isabel Osorio de Moscoso y Álvarez de Toledo | 1816–1837                                   |
| XII                                         | Vicente Pío Osorio de Moscoso y Ponce de León               | 1849–1864                                   |
| XIII                                        | Fernando Osorio de Moscoso y López de Ansó                  | 1915–1977                                   |
| XIV                                         | María de la Blanca Barón y Osorio de Moscoso                | 1983–1987                                   |
| XV                                          | María de las Nieves Castellano y Barón                      | 1987- heute                                 |

## Geschichte der Markgrafen von Almazán
- Francisco Hurtado de Mendoza Fajardo (geb. um 1530), 1. Markgraf von Almazán

1. verheiratet mit Ana María de Cárdenas. Nachfolger:

- Francisco Hurtado de Mendoza y Cárdenas (1560–1615), 2. Markgraf von Almazán und Vizekönig von Katalonien

1. verheiratet mit Ana Portocarrero. Nachfolgerin:

- Antónia de Mendoza y Portocarrero (geb. um 1600), 3. Markgräfin von Almazán, VII. Gräfin von Monteagudo de Mendoza

1. verheiratet mit Gaspar de Moscoso Osorio, VII. Graf von Altamira. Nachfolger:

- Lope Hurtado de Mendoza y Moscoso (geb. um 1620), 4. Markgraf von Almazán, VIII. Graf von Monteagudo de Mendoza.

1. verheiratet mit Juana de Rojas y Córdoba V. Markgräfin von Poza. Nachfolger:

- Gaspar de Mendoza y Moscoso (1631–1664), 5. Markgraf von Almazán, IX. Graf von Monteagudo de Mendoza und VI. Markgraf von Poza.

1. verheiratet mit Inés Mesía de Guzmán, Tochter des Diego Mesía Dávila I. Markgraf von Leganés. Nachfolger:

- Luis de Moscoso Osorio Messía de Guzmán Mendoza y Rojas (1657–1705), 6. Markgraf von Almazán, VIII. Graf von Altamira, X. Graf von Monteagudo de Mendoza, VII. Markgraf von Poza, VI. Graf von Lodosa, spanischer Botschafter am Heiligen Stuhl

1. verheiratet zuerst mit  Mariana de Benavides Ponce de León, Tochter des Luis de Benavides y Carrillo de Toledo, V. Markgraf von Frómista, Markgraf von Caracena, Graf von Pinto und Catalina Ponce von León und Aragón, Sohn des Rodrigo Ponce de León y Álvarez de Toledo, IV. Herzog von Arcos.
2. verheiratet danach mit María Ángela de Aragón y Folch de Cardona, 1. Kammerfrau des Palastes, Tochter des Raimundo Fotch de Cardona y Aragón, VII. Herzog von Cardona, VI. Herzog von Segorbe, V. Markgraf von Comares, VII. Markgraf von Pallars, XXXVII. Graf von Ampurias, XII. Graf von Prades, Vizegraf von Villamur und Baron von Entenza. Nachfolger wurde Antonio, der Sohn aus der zweiten Ehe:

- Antonio Gaspar de Moscoso y Osorio Benavides (1689–1725), 7. Markgraf von Almazán, VI. Herzog von Sanlúcar la Mayor, IX. Graf von Altamira, XI. Graf von Monteagudo de Mendoza, VII. Graf von Lodosa, VII. Markgraf von Poza, III. Markgraf von Morata de la Vega, IV. Markgraf von Leganés, VI. Graf von Arzarcóllar.

1. verheiratet mit Ana Nicolasa de Guzmán y Córdoba Osorio Dávila, XIV. Markgräfin von Astorga, VII. Markgräfin von Velada, V. Markgräfin von San Román, VI. Markgräfin von Villamanrique, XIII. Markgräfin von Ayamonte, XIV. Gräfin von Trastámara, VI. Gräfin von Saltés, XV. Gräfin von Nieva und XII. Gräfin von Santa María de Ortigueira, Tochter des Melchor de Guzmán XIII. Markgraf von Astorga, VI. von Velada, IV. von  San Román, V. von Villamanrique, VIII. von Ayamonte, XIII. Graf von Trastámara, von Santa Marta und von Villalobos und von Mariana de Córdoba, Tochter des Luis Ignacio Fernández de Córdoba y Aguilar, VI. Markgraf von Priego und VI. Herzog von Feria. Nachfolger:

- Ventura Osorio de Moscoso y Guzmán Dávila y Aragón (1707–1734/46), 8. Markgraf von Almazán, X. Graf von Altamira, VI. Herzog von Sanlúcar la Mayor, VI. Herzog von Medina de las Torres, XIV. Markgraf von de Astorga, IX. Markgraf von Poza, IV. Markgraf von Morata de la Vega, V. Markgraf von Mairena, X. Markgraf von Ayamonte, VII. Markgraf von San Román, VII. Markgraf von Villamanrique, IV. Markgraf von Monasterio, V. Markgraf von Leganés, VIII. Markgraf von Velada, XIII. Graf von Monteagudo de Mendoza, VIII. Graf von Lodosa, VIII. Graf von Arzarcóllar, XIV. Graf von Trastámara, VIII. Graf von Saltés, XVI. Graf von Nieva und XV. Graf von Santa Marta de Ortigueira.

1. verheiratet mit Buenaventura Francisca Fernández de Córdoba Folch de Cardona Requesens y de Aragón, XI. Herzogin von Sessa, XI. Herzogin von Terranova, XI. Herzogin von Santángelo, X. Herzogin von Andría, IX. Herzogin von Baena. Nachfolger:

- Ventura Osorio de Moscoso  y Fernández de Córdoba (1731–1776), 9. Markgraf von Almazán, V. Herzog von Atrisco, XV. Markgraf von Astorga, XVI. Graf von Cabra, VII. Herzog von Sanlúcar la Mayor, VII. Herzog von Medina de las Torres, XII. Herzog von Sessa, X. Herzog von Baena, XI. Herzog von Soma, VI. Markgraf von Leganés, IX. Markgraf von Velada, X. Graf von Altamira, X. Markgraf von Poza, V. Markgraf von Morata de la Vega, VI. Markgraf von Mairena, XIII. Markgraf von Ayamonte, VII. Markgraf von San Román, VIII. Markgraf von Villamanrique, V. Markgraf von Monasterio, XIV. Graf von Monteagudo, IX. Graf von Lodosa, IX. Graf von Arzarcóllar, XVII. Graf von Nieva, VIII. Graf von Saltés, XV. Graf von Trastámara, XVI. Graf von Santa Marta de Ortigueira,  XVII. Graf von Palamós, XI. Graf von Oliveto, XVII. Graf von Avellino, XVII. Graf von Trivento, XVI. Vizegraf von Iznájar, XXVI. Baron von Bellpuig, XI. Baron von Calonge und von Liñola.

1. verheiratet mit María de la Concepción de Guzmán y Fernández de Córdoba, Tochter des José de Guzmán y Guevara, VI. Markgraf von de Montealegre, VI. Markgraf von Quintana del Marco, Graf von Castronuevo, Graf von Arcos, XII. Graf von Oñate, Graf von Villamediana, Markgraf von Campo Real, Markgraf von Guevara und von María Felicha Fernández de Córdoba und Spínola. Nachfolger:

- Vicente Joaquín Osorio de Moscoso y Guzmán (1756–1816), 10. Markgraf von Almazán, VI. Herzog von Atrisco, VIII. Herzog von Sanlúcar la Mayor, VIII. Herzog von Medina de las Torres, XI. Herzog von Baena, XIV. Herzog von Sessa, XII. Herzog von Soma, XV. Herzog von Maqueda, XVI. Markgraf von Astorga, X. Markgraf von Velada, VII. Markgraf von Leganés, XIV. Markgraf von Ayamonte, XI. Markgraf von Poza, IX. Markgraf von Villamanrique, VIII. Markgraf von San Román, VI. Markgraf von Morata de la Vega, XVI. Markgraf von Elche, VI. Markgraf von Monasterio, VII. Markgraf von Mairena, XI. Graf von Altamira, XVIII. Graf von Palamós, X. Graf von Lodosa, X. Graf von Arzarcóllar, XVII. Graf von Santa Marta de Ortigueira, XVI. Graf von Tastámara, XVII. Graf von Cabra, XV. Graf von Monteagudo, XVII. Graf von Villalobos, XVIII. Graf von Nieva, IX. Graf von Saltés, XXVII. Baron von Bellpuig, XVII. Vizegraf von Iznájar.

1. verheiratet mit María Ignacia Álvarez de Toledo y Gonzaga, Tochter des Antonio María José Álvarez de Toledo y Pérez de Guzmán el Bueno, X. Markgraf von Villafranca del Bierzo und von María Antonia Dorotea Gonzaga y Caracciolo.
2. später verheiratet mit María Magdalena Fernández de Córdoba y Ponce de León, Tochter des Joaquín Fernández de Córdoba, III. Markgraf von Puebla de los Infantes. Nachfolger:

- Vicente Ferrer Isabel Osorio de Moscoso y Álvarez de Toledo  (1777–1837), 11. Markgraf von Almazán, VII. Herzog von Atrisco, X. Herzog von Sanlúcar la mayor, IX. Herzog von Medina de las Torres, XV. Herzog von Sessa, XIII. Herzog von Soma, XVI. Herzog von Soma, XII. Herzog von Baena, XVII. Markgraf von Astorga, VIII. Markgraf von Leganés, XI. Markgraf von Velada, XV. Markgraf von Ayamonte, X. Markgraf von Villamanrique, XII. Markgraf von Poza, VII. Markgraf von Morata de la Vega, VII. Markgraf von Monasterio, VIII. Markgraf von Mairena, XVII. Markgraf von Elche, IX. Markgraf von San Román.

1. verheiratet mit María del Carmen Ponce de León y Carvajal, VIII. Markgräfin von Castromonte, V. Herzogin von Montemar, IX. Gräfin von Garcíez, Tochter des Antonio María Ponce de León Dávila y Carrillo de Albornoz, IV. Herzog von Montemar, VIII. Markgraf von Castromonte, V. Graf von Valhermoso|conde de Valhermoso, IV. Graf von Garcíez, und von María del Buen Consejo Carvajal y Gonzaga, Tochter des Manuel Bernardino de Carvajal y Zúñiga, VI. Herzog von Abrantes, V. Herzog von Linares, etc. Nachfolger:

- Vicente Pío Osorio de Moscoso y Ponce de León (* 11. Juli 1801 in Madrid; † 22. Februar 1864 in Madrid), 12. Markgraf von Almazán, VIII. Herzog von Atrisco, XI. Herzog von Sanlúcar la Mayor, X. Herzog von Medina de las Torres, XVI. Herzog von Sessa, XIV. Herzog von Soma, XIII. Herzog von Baena, XVII. Herzog von Maqueda, V. Herzog von Montemar, XVIII. Markgraf von Astorga, X. Graf von Garcíez, XIX. Graf von Cabra und Grande von Spanien, XIV. Graf von Terranova (bis 1860, als das Königreich beider Sizilien gefallen ist), XIV. Graf von Santángelo (bis 1860), XIV. Graf von Andría (bis 1860), IX. Markgraf von Leganés, XII. Markgraf von Velada, XIII. Graf von Altamira, XIV. Fürst (bis 1860) von Aracena, von Maratea, von Jaffa und von Venosa, XIII. Markgraf von Poza, VIII. Markgraf von Morata de la Vega, IX. Markgraf von Mairena, XVI. Markgraf von Ayamonte, X. Markgraf von San Román, XI. Markgraf von Villamanrique, VIII. Markgraf von Monasterio, XV. Markgraf von Elche, X. Markgraf von Castromonte, XI. Markgraf von Montemayor und VII. Markgraf von Águila, XVII. Graf von Monteagudo, XII. Graf von Lodosa, XII. Graf von Arzarcóllar, XX. Graf von Nieva, XII. Graf von Saltés, XVIII. Graf von Trastámara, XIX. Graf von Santa Marta de Ortigueira, XX. Graf von Palamós, XIV. Graf von Oliveto, XX. (bis 1860) Graf von Trivento, XX. (hasta 1860) Graf von Avellino, VII. Graf von Garcíez, VII. Graf von Valhermoso und XI. Graf von Cantillana, XIX. Vizegraf von Iznájar, XXIX. Baron von Bellpuig, XIV. (bis 1860) Baron von Calonge y de Liñola, Komtur des Militärischen Ordens von Calatrava (25. August 1830), und letzter Besitzer aller Majorate und aller Vermögen, Gebiete, Städte und Dörfer und Gerichtsbarkeiten bis 1842 (Gesetze von Mendizábal über die Beschlagnahme der Besitztümer von allen Häusern, denen er vorstand und die er repräsentierte, insbesondere die der Osorio (Linien von Astorga und von  Poula), Moscoso (Altamira), Cárdenas (Maqueda), Sarmiento (Linien von Santa Marta de Ortigueira und von Atrisco), Fernández de Córdova (Linie des Großkapitäns und Linie von Cabra), Guzmán (Linie von Olmos de Río Pisuerga, Saltés, Medina de las Torres, Leganés, Morata de la Vega y Sanlúcar la Mayor und von Conde-Duque), Folch de Cardona (Linien von Soma und von Bellpuig), Requeséns (Linien von Oliveto, Palamós und Avellino), Ponce de León (Linie von Torre de Don Rodrigo), Vicentello (Linie von Cantillana), Silva (erstgeborener Ast der Familie, Linie von Águila, Erstgeborener Ast der Familie von Montemayor), Hurtado de Mendoza (Linien von Monteagudo und Almazán), Rojas (Linie von Poza), Dávila (Linien von San Román und von Valhermoso), Zúñiga (Linien von Villamanrique und von Nieva), Carrillo de Albornoz (Linie von Montemar), Quesada (Linie von Garcíez), Baeza (Linie von Castromonte), Navarra (Linie von Lodosa), etc., etc., etc.) Er war somnit der letzte Vertreter dieser Linie der Familie Osorio, der den gesamten erblichen Beitz der Familie gehalten hat.

1. verheiratet mit  María Luisa de Carvajal-Vargas y Queralt (* 20. März 1804 im 'Palacio de Aranjuez'; † 2. September 1843 in Madrid) Tochter des José Miguel de Carvajal y Vargas, II. Herzog von San Carlos, VI. Graf von Castillejo etc..  Nachfolger:

- Fernando Osorio de Moscoso y López de Anso (1893–1977), 13. Markgraf von Almazán, (Sohn von Alfonso Osorio de Moscoso y Osorio de Moscoso und María Isabel López y Ximénez de Embrúm), XII. Herzog von Medina de las Torres. Er bekoma den Titel  post mortem 1983 aberkannt. Nachfolgerin:

- María de la Blanca Barón y Osorio de Moscoso, 14. Markgräfin von Almazán, XXV. Gräfin von Trastámara, XXVI. Gräfin von Priego, XX. Gräfin von Santa Marta, XV. Markgräfin von Montemayor (diesen Titel erhielt sie 1984; 1994 wurde ihr der Titel zu Gunsten ihrer Schwester María de los Dolores aberkannt).

1. verheiratet mit Jaime Castellano y Mazarredo, IV. Markgraf von Montemolín, II. (päpstlicher) Graf von Castellano. Nachfolgerin:

- María de las Nieves Castellano y Barón (* 24. September 1947), 15. Markgräfin von Almazán.

1. verheiratet  mit Carlos Gereda y de Borbón (* 24. Januar 1947), Sohn von Nicolas Gereda y Bustamente (* 11. April 1916) und Maria Luisa de Borbón (* 6. September 1918) der Tochter von Alberto de Borbón y d' Ast, II. Herzog von Santa Elena (* 12. Februar 1883), des Sohnes von Enrique María Fernando Carlos Francisco Luis de Borbón y Borbón-Dos Sicilias. Don Carlos ist 49. Großmeister des Lazarusordens, und führt seit seiner Heirat mit María de las Nieves ebenfalls den Titel Markgraf von Almazán. Er ist mütterlicherseits ein Urenkel von König Karl IV. von Spanien (in 6. Generation) und Cousin von Don Francisco de Paula de Borbón y Escasani, dem 48. (emeritierten) Großmeister des Lazarusordens.